# Valafrido Strabone
Valafrido Strabone (in tedesco Walahfried; in latino Valahfridus Strabo o Strabus; Svevia, 808/809 – Reichenau, 849) è stato un abate, teologo e poeta franco.

## Biografia

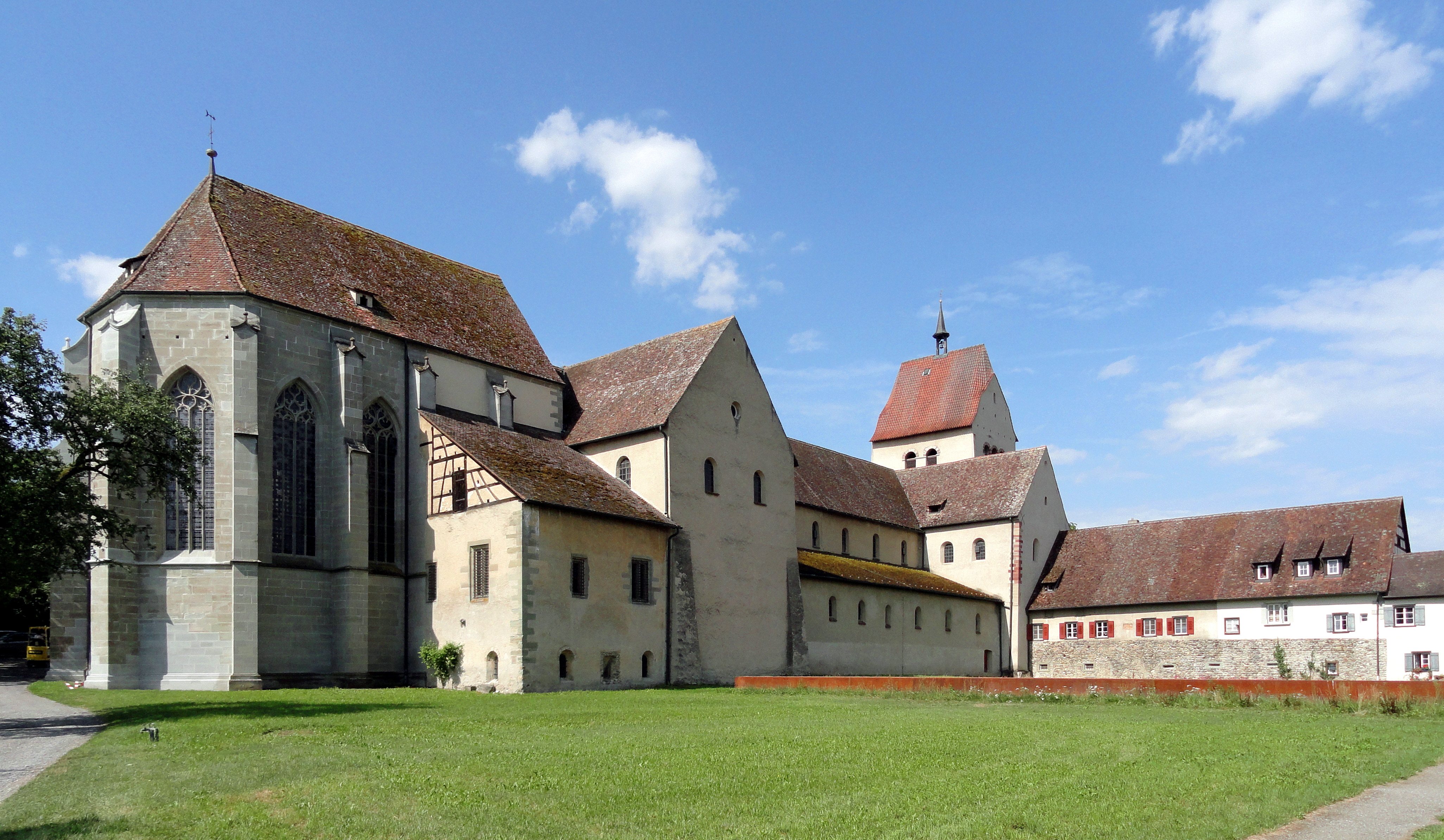
L'abbazia di Reichenau al giorno d'oggi

Valafrido Strabone (vale a dire lo Strabico) nacque da famiglia alemanna di modesta posizione sociale tra l'808 e l'809. Durante la sua giovinezza, studiò nell'importante abbazia di Reichenau. Il suo primo insegnante di grammatica latina fu Wetti, morto nell'824 e protagonista del poema giovanile di Valafrido intitolato Visio Wettini, a cui seguì Tatto.
Nell'827, Valafrido si recò a perfezionare la sua formazione, specialmente quella teologica, nella grande abbazia di Fulda ove ebbe come maestro il celebre Rabano Mauro, allievo di quell'Alcuino di York che fu il più grande sistematizzatore della cultura d'età carolingia. A Fulda conobbe Gotescalco, dalla cui amicizia scaturiranno quelle che sono considerate "alcune delle poesie più belle del medioevo". Sempre a Fulda, ricordata da Valafrido per il freddo e la povertà, compose una nostalgica poesia in versi saffici a Reichenau.
Nell'829 divenne precettore del giovane figlio di Ludovico il Pio, in seguito ricordato con il nome di Carlo il Calvo. Di questo periodo il poeta non parla, ma sembra alludervi con la sibillina frase nebbie palatini contenuta in una delle liriche a Gotescalco: sembrerebbe che Valafrido fosse rimasto coinvolto in conflitti dinastici e politici, tanto da venir costretto nell'833 all'allontanamento o all'esilio da Lotario. Il ritorno di Valafrido coincise con l'ascesa al potere di Carlo il Calvo nell'834. Nell'838, al termine del suo impegno di istruttore, fu nominato abate di Reichenau. A causa delle guerre tra i figli successori di Ludovico (Lotario I, Pipino di Aquitania, Ludovico II e Carlo) dovette lasciare l'abbazia dove fu reintegrato solo nell'842. Entrò quindi al servizio di Ludovico fino alla propria morte.

## Opere
Scrisse opere di argomento teologico e agiografico. Tra le sue opere in prosa sono da ricordare: testi esegetici delle Sacre Scritture,  la Vita S. Otmari e il Libellus de exordiis et incrementis quarundam in observationibus ecclesiasticis rerum, che si occupa di edifici e altari, della posizione delle chiese, dell'uso delle campane, degli equivalenti germanici di termini ecclesiastici, dell'uso delle immagini, dell'evoluzione della messa, dei riti battesimali.
Tra le opere in versi invece ricordiamo: la Visio Wettini, composta in 945 esametri nell'826, in cui si descrive l'aldilà (una precedente versione in prosa era stata scritta dal suo confratello Heito nell'824); la Vita et finis Mammae monachi, in cui si descrive la vita di san Mamma di Cappadocia, patrono di Langres, accusato di magia; i Versus de beati Blaithmaic vita et finis, storia di un martire irlandese morto nell'825 a causa di un'incursione di vichinghi; la Vita Sancti Galli confessoris, una biografia di San Gallo in 1808 esametri, che fu ultimata da un monaco anonimo (836-7), tratta da materiali di Wetti e Gozberto; il De imagine Tetrici (829), un dialogo tra il poeta e la sua ispirazione (Scintilla), dal carattere allegorico ed ermetico su una statua fatta portare da Ravenna ad Aquisgrana raffigurante Teodorico.
Il suo capolavoro è certamente il Liber de cultura hortorum, un poemetto didascalico di 444 esametri, in cui descrive le piante ornamentali, officinali e alimentari del suo orticello monastico (oggi ricostruito a Reichenau), ricordando gli addentellati mitologici e le qualità terapeutiche di ogni pianta. Si tratta di un'opera che trae le mosse da testi come il Capitulare de villis di Carlo Magno, il Liber medicinalis di Quinto Sereno Sammonico e il Dynamidia dello pseudo-Apuleio, ma in cui il poeta rivela un'incredibile indipendenza dai modelli: forte è la sua partecipazione personale e vivace la capacità di interpretare allegoricamente i significati attribuiti alle piante.
Fu anche poeta lirico, votato all'espressione dei sentimenti più intimi e nostalgici. E proprio in questa sua produzione minore mette in luce il suo genio più originale e personale, a cui va aggiunta una varietà metrica non più raggiunta dopo Boezio.
A Valafrido è stata a lungo attribuita la Glossa ordinaria.

### Edizioni
- (LA) Walahfridus Strabus, Liber de vita S. Otmari abbatis, edente d. Ildephonso ab Arx, in  Monumenta Germaniae Historica inde ab anno Christi quingentesimo usque ad annum millesimum et quingentesimum. Scriptores, vol. 2, Hannoverae, impensis bibliopolii aulici Hahniani, 1829,  pp. 41-47.
- (LA) Walahfridus Strabus, Carmina, in  Monumenta Germaniae Historica inde ab anno Christi quingentesimo usque ad annum millesimum et quingentesimum. Poetae Latini aevi Carolini, vol. 2, recensuit Ernestus Duemmler, Berolini, apud Weidmannos, 1884,  pp. 259-473.
- (LA, IT) Valafrido Strabone, I «Versus Strabi de beati Blaithmaic vita et fine», edizione, traduzione e commento [di] Nunzia Bartolomucci, Fasano, Schena editore, 2009, ISBN 978-88-8229-869-2.
- (LA, DE) Walahfrid Strabo, De imagine Tetrici: Das Standbild des russigen Dietrich, eingeleitet, herausgegeben, übersetzt und kommentiert von Tino Licht, Heidelberg, Mattes, 2020, ISBN 978-3-86809-164-9.